# Tautoneura prima
Tautoneura prima är en insektsart som beskrevs av Irena Dworakowska 1979. Tautoneura prima ingår i släktet Tautoneura och familjen dvärgstritar. Inga underarter finns listade i Catalogue of Life.